# Interpretatio graeca
Interpretatio graeca (latin: 'grekisk översättning' eller 'tolkning enligt grekisk modell') är en diskurs enligt vilken den klassiska grekiska mytologins gudar, myter och praktiker används som modell för att identifiera motsvarigheter i andra mytologier och kulturer. 
Denna metod användes frekvent redan under antiken av grekerna för att beskriva andra religioners gudar. Den följdes av interpretatio romana, en romersk motsvarighet, sedan romarnas egna gudar i sin tur redan fullt ut hade identifierats med sina grekiska motsvarigheter genom interpretatio graeca. Även antikens germaner identifierade andra folks gudar utifrån sina egna genom en metod som kallades interpretatio germanica.
Ett exempel på detta är när den grekiska kärleksgudinnan Afrodite jämställdes med romarnas motsvarighet Venus, etruskernas Turan, egypternas Hathor, feniciernas Astarte och persernas Anahita.

## Tabell
| Grekiska gudomar                          | Romerska gudomar         | Syriska gudomar                                                      | Egyptiska gudomar                                           |
| ----------------------------------------- | ------------------------ | -------------------------------------------------------------------- | ----------------------------------------------------------- |
| Zeus                                      | Jupiter                  | Baal Hadad eller Jahve (men se även Tyfon och Dionysos)              | Amon                                                        |
| Kronos                                    | Saturnus                 | El                                                                   | Geb                                                         |
| Rhea                                      | Magna Mater eller Ops    | Ashera                                                               | Nut                                                         |
| Hera                                      | Juno (men se även Dione) | -                                                                    | Mut eller Amunet                                            |
| Poseidon                                  | Neptunus                 | Yam                                                                  | -                                                           |
| Hades eller Pluton (men se även Dionysos) | Orcus eller Dis          | Mot                                                                  | -                                                           |
| Tyfon                                     | Typhoaeus                | Atar eller Jahve (men se även Zeus och Dionysos)                     | Set                                                         |
| Dione                                     | Juno (men se även Hera)  | Atargatis                                                            | -                                                           |
| Hestia                                    | Vesta                    | -                                                                    | -                                                           |
| Demeter                                   | Ceres                    | -                                                                    | Isis                                                        |
| Afrodite                                  | Venus                    | Qadesh eller Astarte (men se även Artemis och Persefone)             | Hathor eller Neftys                                         |
| Athena                                    | Minerva                  | Anat                                                                 | Neith (men se även Leto)                                    |
| Apollon                                   | Apollo                   | Reshef                                                               | Horus Aroueris eller Montu                                  |
| Artemis                                   | Diana                    | Astarte (men se även Afrodite och Persefone)                         | Wadjet (men se även Leto)                                   |
| Hermes                                    | Mercurius                | -                                                                    | Thot                                                        |
| Hefaistos                                 | Vulcanus                 | Khusor/Kothar wa Hasis                                               | Ptah eller Khnum                                            |
| Dionysos eller Pluton (men se även Hades) | Liber eller Bacchus      | Tammuz (men se även Adonis) eller Jahve (men se även Zeus och Tyfon) | Osiris                                                      |
| Herakles                                  | Hercules                 | Baal Melqart                                                         | Khonsu                                                      |
| Leto                                      | Latona                   | -                                                                    | Neith (men se även Athena) och Wadjet (men se även Artemis) |
| Persefone                                 | Proserpina eller Libera  | Astarte (men se även Afrodite och Artemis)                           | -                                                           |
| Helios                                    | Sol Indiges              | Shemesh                                                              | Ra                                                          |
| Selene                                    | Luna                     | Nikkal                                                               | -                                                           |
| Adonis                                    | -                        | Tammuz (men se även Dionysos)                                        | -                                                           |
| Pan                                       | Faunus eller Priapus     | -                                                                    | Min                                                         |